# Nama quiexobrana
Nama quiexobrana là loài thực vật có hoa trong họ Mồ hôi. Loài này được Bacon & McDonald mô tả khoa học đầu tiên năm 1991.